# Ioufaâ
Ioufaâ est un  vizir égyptien qui officiait pendant la XXVIe dynastie, sous le règne de Psammétique Ier.

## Biographie
Ioufaâ n'est connu que par une statue, apparue en 1958 sur le marché de l'art et vendue ensuite à une collection au Mexique. Cette collection a été dissoute en 1992. Depuis lors, l'emplacement de la statue est inconnu. Les seuls documents qui subsistent sont des photos. Ioufaâ est représenté à genoux sur le sol, seule la partie inférieure de la statue est conservée. La tête et la poitrine sont manquantes. Sur la base, le dos et le kilt, des inscriptions rapportent le nom de Ioufaâ et fournissent plusieurs titres dont ceux de vizir.
Ioufaâ était très probablement le père du vizir Gemenefhorbak, qui n'est connu que par son sarcophage. Sur ce monument sont également mentionnés les parents de Gemenefhorbak. Son père était un certain Ioufaâ, qui n'y porte pas le titre de vizir. D'autres titres, comme celui de « prêtre de Bastet » ou de « chef des maisons » figurent sur les deux documents, ce qui rend l'identification de Ioufaâ très probable.